# David S. King
David Sjodahl King (* 20. Juni 1917 in Salt Lake City, Utah; † 5. Mai 2009 in Washington, D.C.) war ein US-amerikanischer Politiker und Diplomat. Zwischen 1959 und 1963 sowie zwischen 1965 und 1967 vertrat er den zweiten Wahlbezirk des Bundesstaates Utah im US-Repräsentantenhaus.

## Frühe Jahre und Aufstieg
David King war ein Sohn von William H. King, der zwischen 1917 und 1941 den Staat Utah im US-Senat vertrat. Die Familie war seit dem 17. Jahrhundert in Nordamerika ansässig. David King besuchte die öffentlichen Schulen in Washington; danach studierte er bis 1937 an der University of Utah in Salt Lake City. Zwischen 1937 und 1939 war er für seine Mormonenkirche missionarisch in England tätig. Nach seiner Rückkehr in die Vereinigten Staaten studierte King an der juristischen Fakultät der Georgetown University Jura. Im Anschluss an seine 1942 erfolgte Zulassung als Rechtsanwalt arbeitete er für Bundesrichter Howard M. Stephens. Im Jahr 1943 kehrte er nach Salt Lake City zurück. Zwischen 1944 und 1946 war er Berater der Steuerkommission von Utah. Außerdem arbeitete er in Salt Lake City als Rechtsanwalt. Zwischen 1946 und 1958 hielt er auch juristische Vorlesungen am Henager Business College.

## Politische Laufbahn
King war Mitglied der Demokratischen Partei. Bei den Kongresswahlen des Jahres 1958 wurde er als deren Kandidat in das US-Repräsentantenhaus gewählt, wo er am 3. Januar 1959 William A. Dawson ablöste. Nach einer Wiederwahl im Jahr 1960 konnte er sein Mandat im Kongress bis zum 3. Januar 1963 ausüben. Im Jahr 1962 hat er nicht mehr für eine Wiederwahl kandidiert; stattdessen bewarb er sich erfolglos um einen Sitz im US-Senat. Sein Abgeordnetensitz ging am 3. Januar 1963 an den Republikaner Sherman P. Lloyd. Bei den Kongresswahlen des Jahres 1964 schaffte David King den Wiedereinzug in den Kongress. Damit konnte er zwischen dem 3. Januar 1965 und dem 3. Januar 1967 eine weitere Legislaturperiode im Parlament in Washington verbringen. Im Jahr 1966 unterlag er aber Sherman Lloyd, der damit seinerseits in den Kongress zurückkehren konnte.

## Weiterer Lebenslauf
Nach dem Ende seiner Zeit im Repräsentantenhaus wurde David King zum Botschafter der Vereinigten Staaten in Madagaskar und auf Mauritius ernannt. In Madagaskar war er bereits seit Januar 1967 im Amt und auf Mauritius begann seine Amtszeit im Mai 1968. Er hat dann beide Posten gleichzeitig bis zum August 1969 ausgeübt. Zwischen 1979 und 1981 war King einer der Direktoren der Weltbank. In seinen letzten Jahren widmete sich King wieder verstärkt seiner Kirche. Von 1986 bis 1989 leitete er deren Mission auf Haiti; danach führte er die Kirchengemeinde in Washington, deren Sitz sich im benachbarten Kensington in Maryland befand.